# DFB-Pokal der Frauen 2014-2015
La DFB Pokal der Frauen 2014-15 è stata la 35ª edizione della Coppa di Germania riservata alle squadre femminili. È stata vinta dal Wolfsburg che ha battuto 3-0 in finale il Turbine Potsdam. Per il quinto anno consecutivo, la finale si è disputata al RheinEnergieStadion di Colonia.

## Date
| Fase        | Turno            | Andata              | Ritorno             |
| ----------- | ---------------- | ------------------- | ------------------- |
| Preliminari | 1º turno         | 23-24 agosto 2014   | 23-24 agosto 2014   |
| Preliminari | 2º turno         | 27-28 agosto 2014   | 27-28 agosto 2014   |
| Fase finale | Ottavi di finale | 1-2 novembre 2014   | 1-2 novembre 2014   |
| Fase finale | Quarti di finale | 20-21 dicembre 2014 | 20-21 dicembre 2014 |
| Fase finale | Semifinali       | 4 aprile 2015       | 4 aprile 2015       |
| Fase finale | Finale           | 1 maggio 2015       | 1 maggio 2015       |

## Calendario

### Primo turno
Il sorteggio si è tenuto il 24 luglio 2014 e diviso tra la zona meridionale e settentrionale. 
| Squadra 1                | Risultato   | Squadra 2          |
| ------------------------ | ----------- | ------------------ |
| Henstedt-Urzburg         | 3 - 4       | FFV Lipsia         |
| Schott Mainz             | 7 - 1       | Sindelfingen       |
| Viktoria 1889 Berlino    | 3 - 1 (dts) | Meppen             |
| Union Meppen             | 0 - 5       | Lübars             |
| Blau Weiß Beelitz        | 0 - 8       | Gütersloh          |
| 1910 Moers               | 1 - 2       | Magdeburger FFC    |
| Hallescher               | 0 - 5       | Werder Brema       |
| Erfurt                   | 0 - 2       | Colonia            |
| Hegauer SV               | 3 - 1       | Alemannia Aachen   |
| Erzgebirge Aue           | 0 - 6       | Hoffenheim         |
| Hohen Neuendorf          | 0 - 5       | MSV Duisburg       |
| Germania Hauenhorst      | 1 - 0       | 1. FC Union Berlin |
| ATS Buntentor            | 0 - 13      | Bochum             |
| Blau Weiß Berlino        | 1 - 5       | Holstein Kiel      |
| FSV 02 Schwerin          | 0 - 6       | Cloppenburg        |
| Amburgo                  | 2 - 5       | Herforder          |
| Andernach                | 3 - 2 (dts) | SV Weinberg        |
| ASV Hagsfeld             | 1 - 4       | Crailsheim         |
| Jahn Calden              | 2 - 4       | Saarbrücken        |
| Wörrstadt                | 0 - 5       | Würzburg           |
| Rommelshausen            | 0 - 3       | Montabaur          |
| 1. FFC Bergisch Gladbach | 2 - 1       | Riegelsberg        |
| Norimberga               | 0 - 9       | Sand               |
| Bad Neuenahr             | 0 - 5       | Niederkirchen      |

### Secondo turno
Il sorteggio si è tenuto il 30 agosto 2014 e diviso in un gruppo meridionale e settentrionale. Le gare si sono svolte tra il 27 e 28 settembre 2014.

#### Gruppo settentrionale
| Squadra 1             | Risultato   | Squadra 2       |
| --------------------- | ----------- | --------------- |
| Germania Hauenhorst   | 0 - 8       | Turbine Potsdam |
| FFV Lipsia            | 2 - 3 (dts) | MSV Duisburg    |
| Holstein Kiel         | 1 - 5       | Wolfsburg       |
| Viktoria 1889 Berlino | 1 - 5       | Herforder       |
| Gütersloh             | 9 - 1       | Magdeburger FFC |
| Werder Brema          | 1 - 5       | SGS Essen       |
| Cloppenburg           | 3 - 1 (dts) | Bochum          |
| Lübars                | 0 - 1       | Jena            |

#### Gruppo meridionale
| Squadra 1                | Risultato | Squadra 2          |
| ------------------------ | --------- | ------------------ |
| Andernach                | 1 - 15    | 1. FFC Francoforte |
| Hegauer SV               | 0 - 6     | Bayer Leverkusen   |
| Schott Mainz             | 1 - 9     | Bayern Monaco      |
| 1. FFC Bergisch Gladbach | 1 - 11    | Colonia            |
| Crailsheim               | 2 - 0     | Montabaur          |
| Friburgo                 | 2 - 0     | Hoffenheim         |
| Saarbrücken              | 1 - 3     | Niederkirchen      |
| Sand                     | 6 - 0     | Würzburg           |

### Ottavi di finale
Il sorteggio si è tenuto il 20 ottobre 2014. Nia Künzer, ex-calciatrice della Nazionale tedesca ha preso parte al sorteggio. Le gare si sono svolte l'1 e 2 novembre 2014.
| Squadra 1        | Risultato | Squadra 2          |
| ---------------- | --------- | ------------------ |
| Niederkirchen    | 0 - 6     | Friburgo           |
| Crailsheim       | 0 - 3     | Colonia            |
| Sand             | 2 - 0     | MSV Duisburg       |
| Jena             | 0 - 1     | Bayern Monaco      |
| Wolfsburg        | 8 - 0     | Cloppenburg        |
| Turbine Potsdam  | 4 - 0     | Herforder          |
| SGS Essen        | 0 - 1     | Gütersloh          |
| Bayer Leverkusen | 0 - 3     | 1. FFC Francoforte |

### Quarti di finale
Il sorteggio si è tenuto l'8 novembre 2014. Gütersloh e Colonia sono gli ultimi club rimasti in corsa della 2. Bundesliga. Silke Rottenberg, ex portiere della Nazionale tedesca ha preso parte al sorteggio. Le gare si sono svolte il 20 ed il 21 dicembre 2014.
| Squadra 1          | Risultato   | Squadra 2       |
| ------------------ | ----------- | --------------- |
| Wolfsburg          | 2 - 1 (dts) | Sand            |
| Colonia            | 0 - 3       | Turbine Potsdam |
| 1. FFC Francoforte | 3 - 1       | Bayern Monaco   |
| Friburgo           | 7 - 3 (dts) | Gütersloh       |

### Semifinali
Turno unico disputato il 1º aprile 2015.
| Squadra 1          | Risultato   | Squadra 2       |
| ------------------ | ----------- | --------------- |
| 1. FFC Francoforte | 1 - 2       | Turbine Potsdam |
| Friburgo           | 2 - 4 (dts) | Wolfsburg       |

### Finale
| Arbitro: | Moiken Wolk (Worms) |

|  |           |                                 |
|  | Marcatori | 13’, 61’ (rig.) Müller 70’ Popp |